# Johann Christoph Kühnau

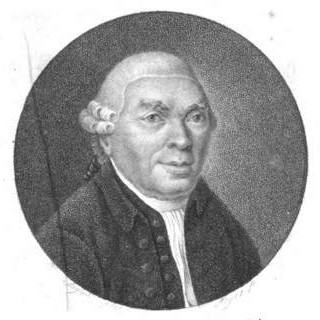
Johann Christoph Kühnau

Johann Christoph Kühnau (* 10. Februar 1735 in Volkstedt; † 13. Oktober 1805 in Berlin) war ein deutscher evangelischer Kirchenmusiker und Komponist.

## Leben
Kühnau war der Sohn des Landwirts Johann Kühnau. Er kam schon in jungen Jahren zu einem Stadtmusikus nach Aschersleben, um die Musik zu erlernen. Nach vorübergehendem Aufenthalt in Magdeburg besuchte  er ab 1753 das Landschullehrerseminar im Kloster Berge. Hier erhielt er Klavierunterricht beim Klosterorganist Große. Bei einem Besuch Johann Julius Heckers fielen diesem die Fertigkeiten Kühnaus auf. Hecker berief daraufhin Kühnau 1763 als Lehrer an die Realschule in Berlin. Hier studierte neben seiner Lehrtätigkeit Kontrapunkt bei Johann Philipp Kirnberger.  1783 an die Dreifaltigkeitsschule und erhielt schließlich 1788 das Amt des Kantors an der Dreifaltigkeitskirche. Dort bildete er einen Chor, mit dem er oft größere Werke zur Aufführung brachte und so wesentlich das öffentliche Musikleben Berlins prägte. 
Kühnau komponierte mehrere Oratorien und viele Kantaten. 
Der Theologe und Lehrer Johann Christian Friedrich Kühnau war sein Sohn.

## Werke
- Alte und neue Choralgesänge
- Choral-Vorspiele für die Orgel und das Klavier